# Villa Chaptal
La villa Chaptal est une villa (rue fermée) située à Levallois-Perret dans les Hauts-de-Seine.

## Situation et accès
La villa ne comporte qu'une seule rue, commençant rue Chaptal et se terminant rue Kléber. 
Elle est desservie à proximité par la ligne 3 à la station Anatole France.

## Origine du nom
Le nom provient de la rue Chaptal voisine, le nom provenant lui-même de Jean-Antoine Chaptal (1756-1832).

## Historique
Le terrain situé entre le 74 et le 100, rue Chaptal et entre le 14 et le 26, rue Kléber, fait l'objet dès avant 1885 d'un projet de lotissement concerté. En 1888 est ouverte une voie privée, la villa Chaptal, débouchant entre le 74 et le 76, rue Chaptal et le 24 et le 26, rue Kléber. La voie est fermée des deux côtés par des grilles en fer forgée, portant en leur sommet le nom de la voie.
Sur les deux rues, de part et d'autre des grilles d'accès, des immeubles en brique partiellement revêtu d'enduit. L'immeuble de trois étages du 74, rue Chaptal, tout en brique rose, construit en 1928 par l'entreprise Marcheguet, sous les ordres des architectes Ernest et André Billecocq, possède un large pan arrondi entre la rue et la villa, où sont percées trois larges fenêtres au rez-de-chaussée et au premier étage et six fenêtres étroites aux deux étages supérieurs. Les fenêtres du premier étage, les seules avec balcon, sont à arc en plein cintre, tandis que les fenêtres des autres étages sont rectangulaires. Un décor mosaïque de figures géométriques colorées orne le dernier niveau.
Des maisons d'un ou deux étages avec comble et toit en ardoise ou zinc, sont alignées sur la rue Chaptal, tandis que dans la villa Chaptal, chaque maison de style différent possède son petit jardin clos planté d'arbres.
La villa Chaptal est une voie privée dont l'accès automobile est réglementé et limité aux résidents de la villa.
Ce lotissement est inscrit à l'inventaire général du patrimoine culturel de la France depuis le 6 octobre 1995.
Georges Demenÿ (1850-1917), inventeur du phonoscope et du chronophotographe à came excentrique, installe son propre studio en 1894 au 17, villa Chaptal. Après la faillite de sa société, ses appareils seront commercialisés par Léon Gaumont sous les noms de Bioscope et de Biographe. Demenÿ est considéré comme un des précurseurs du cinématographe.

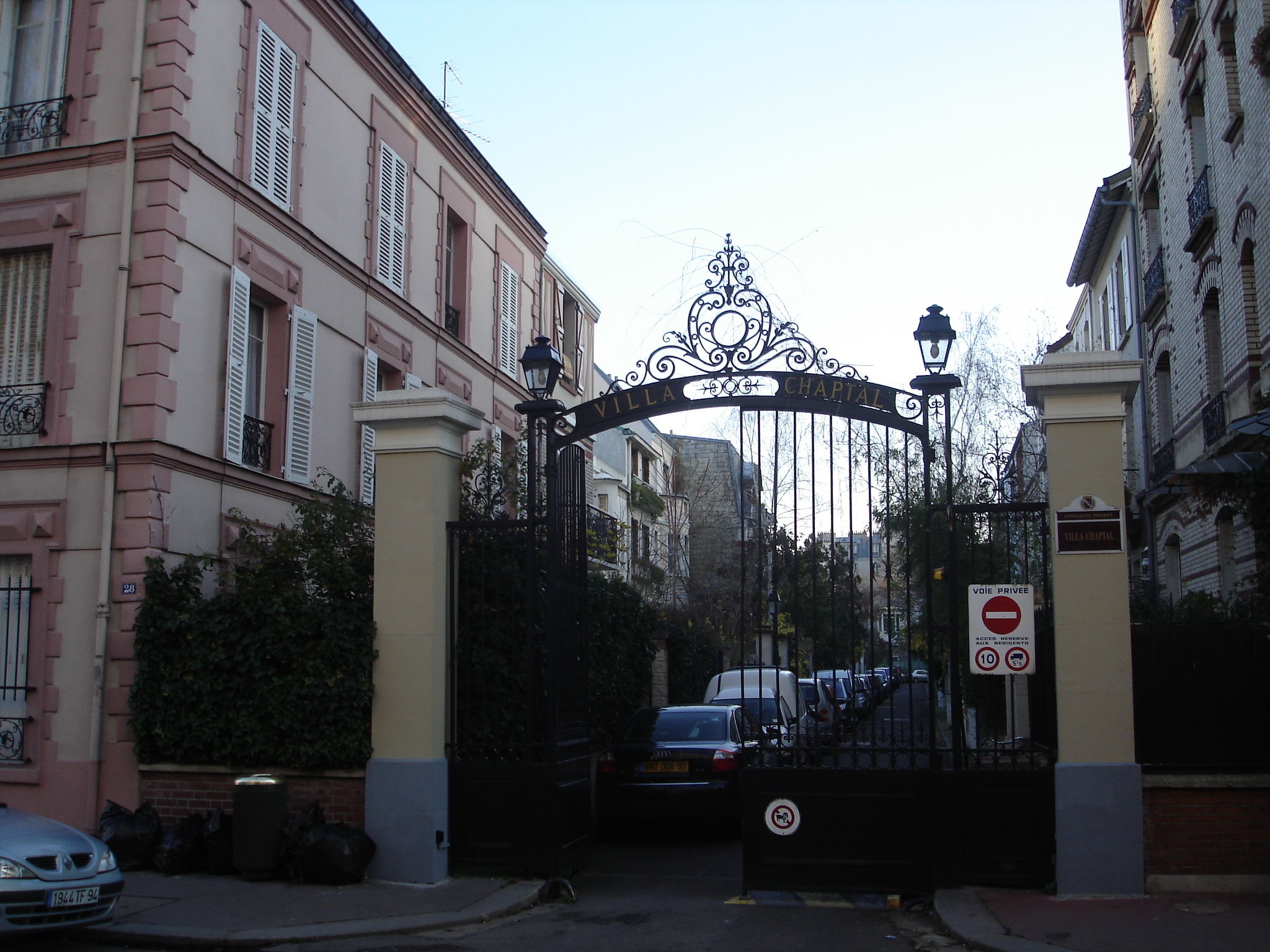
La grille d'entrée de la villa Chaptal.
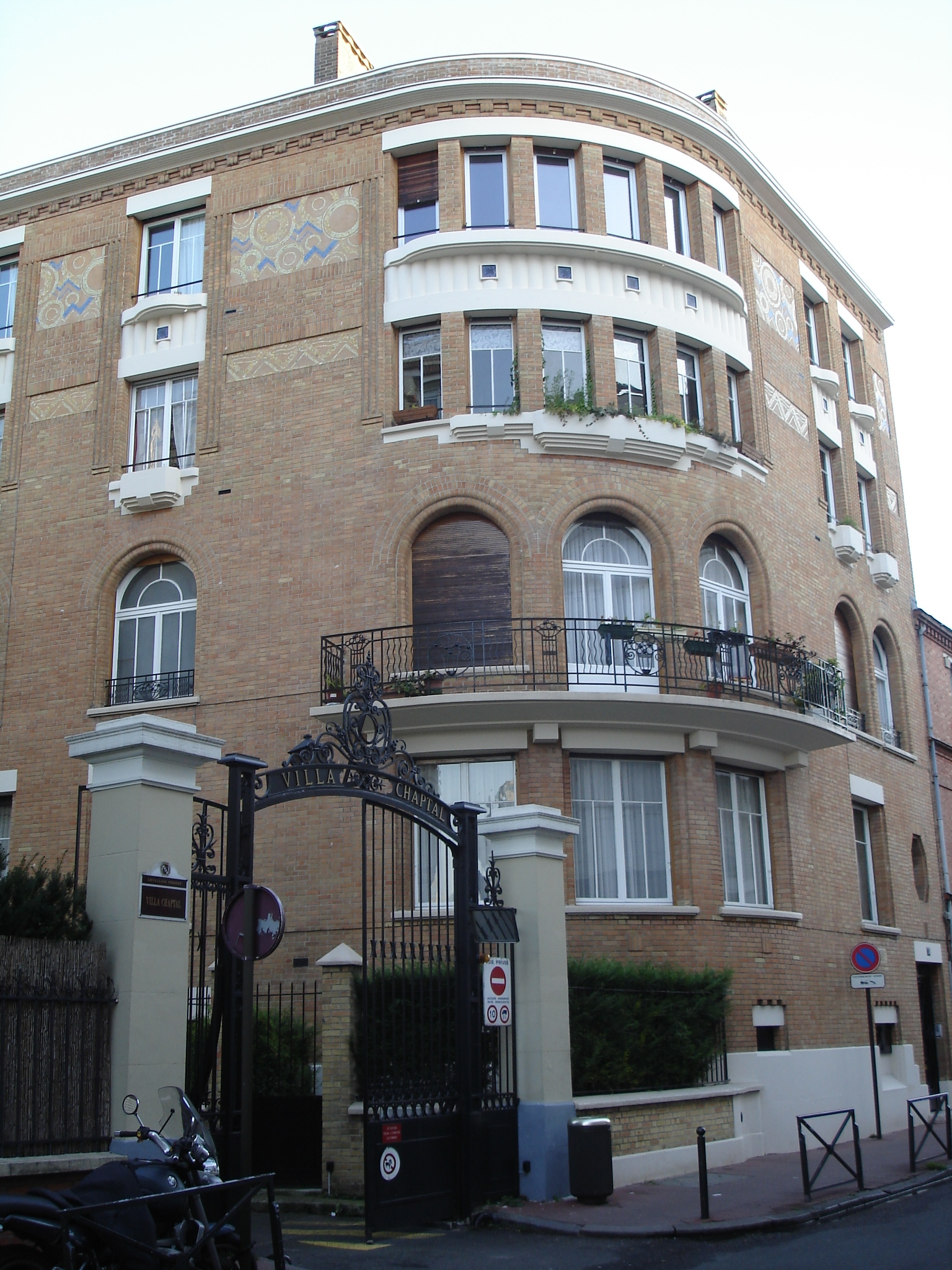
Immeuble du 74, rue Chaptal.
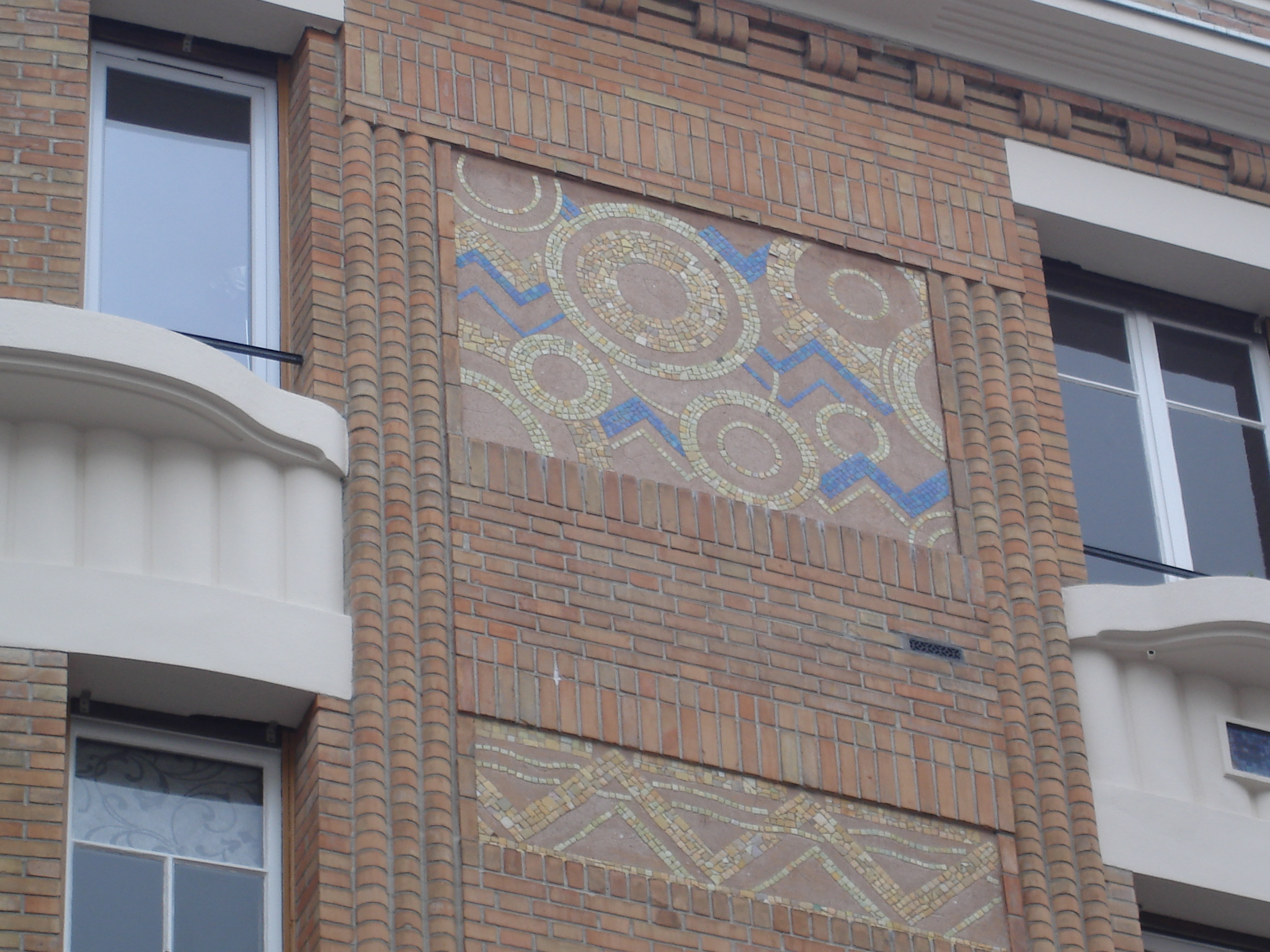
Le décor mosaïque de l'immeuble au 74, rue Chaptal
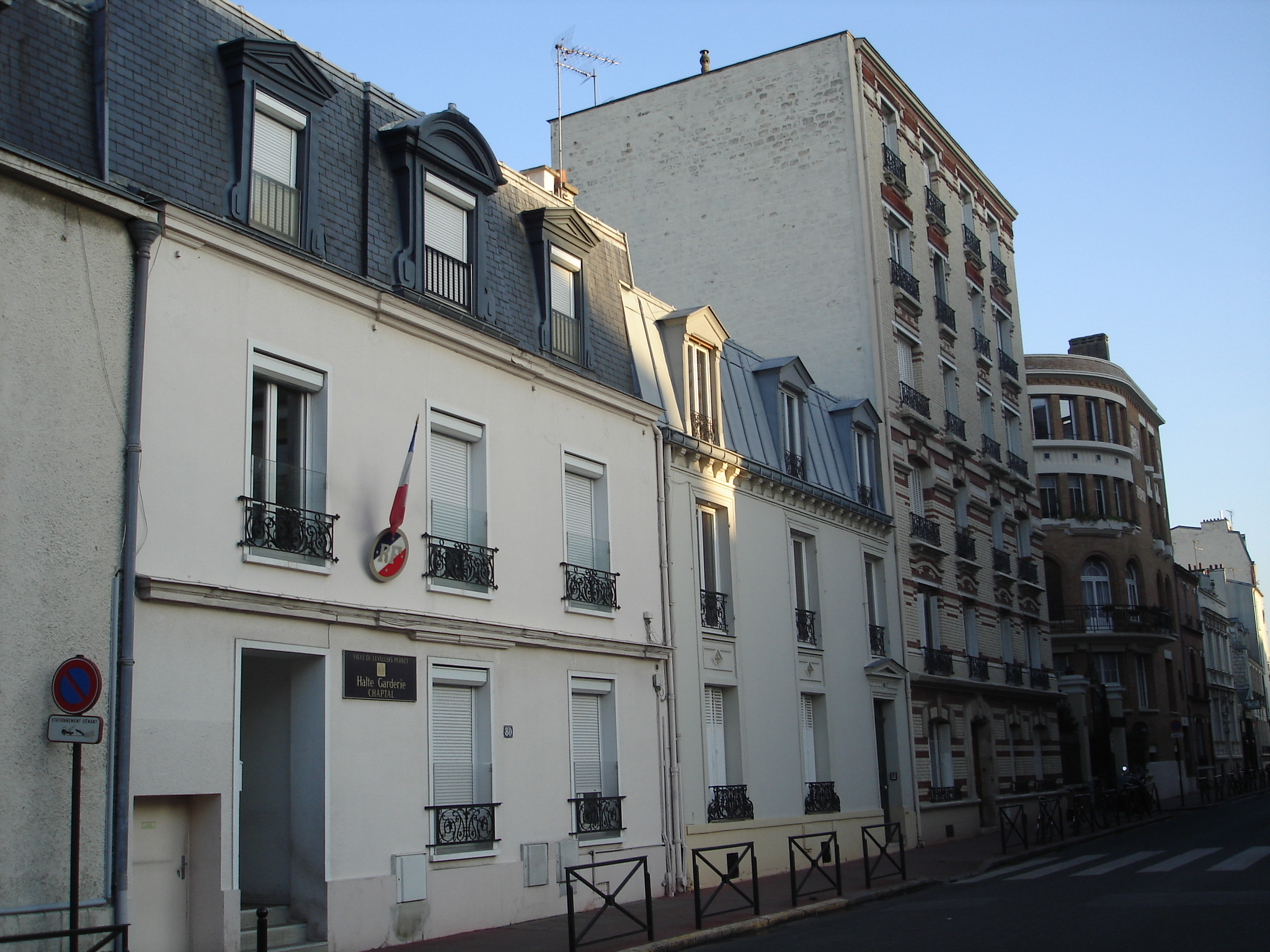
Maison d'un étage plus combles, rue Chaptal.
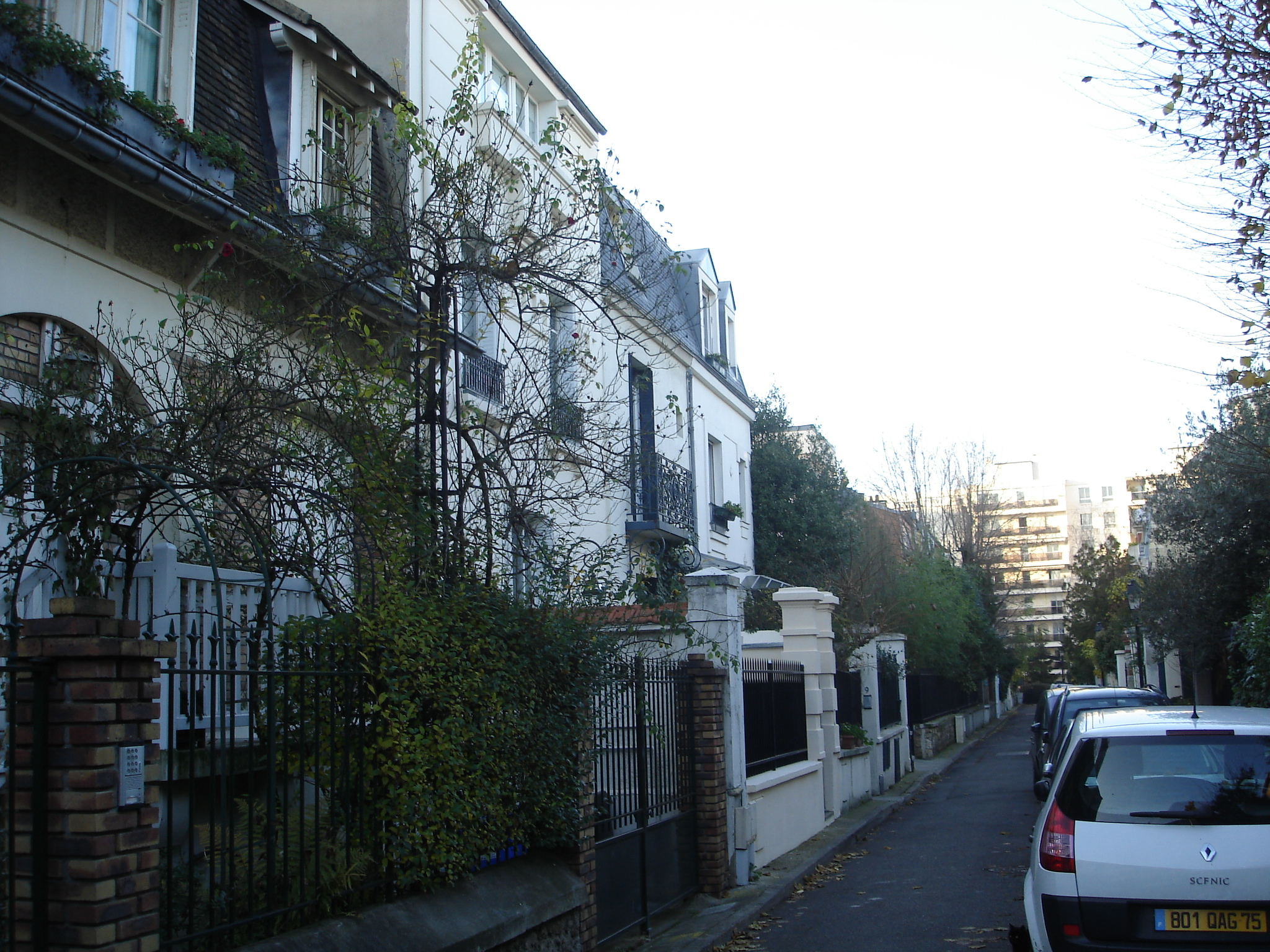
Vue de la villa Chaptal.
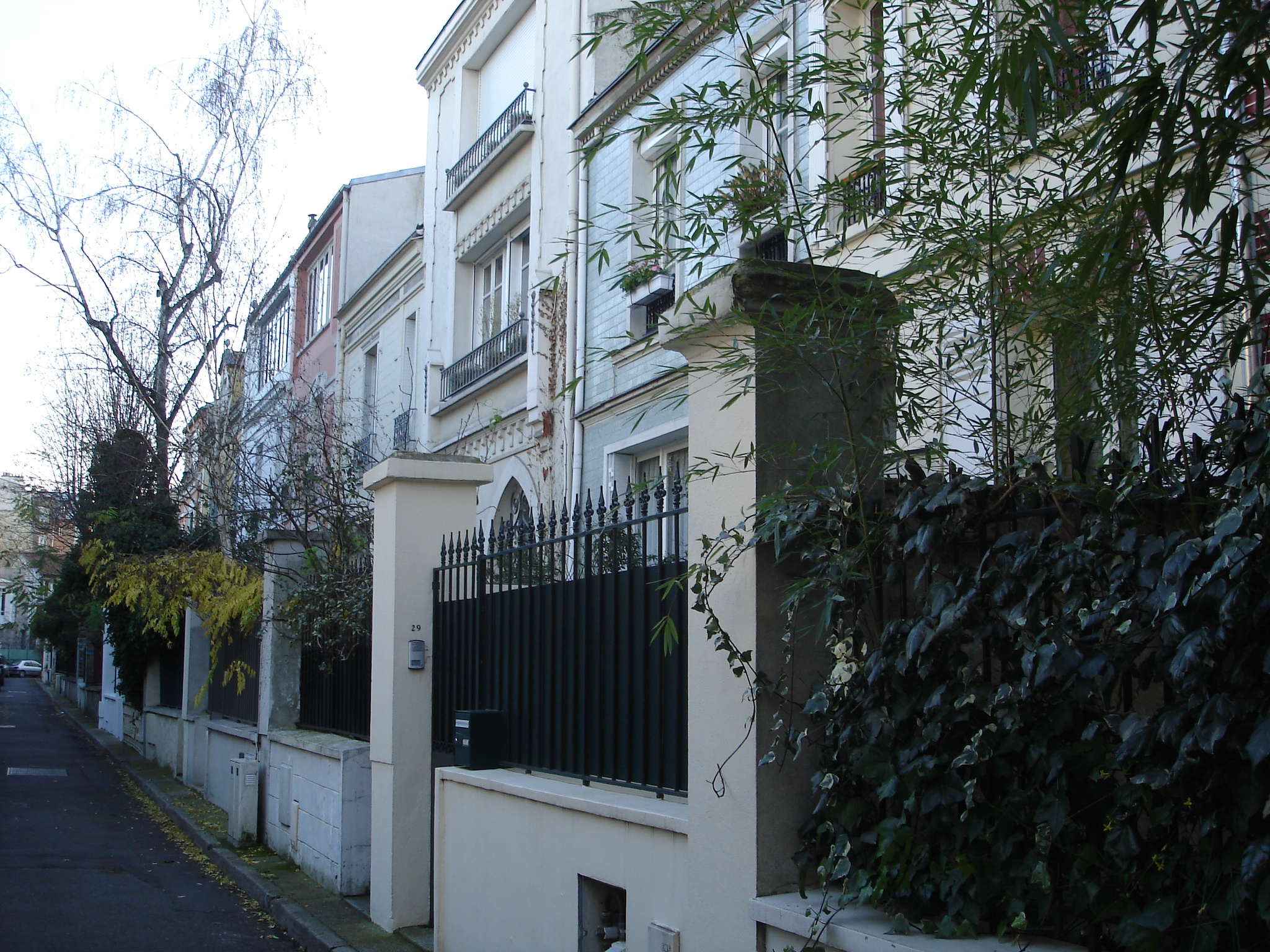
Autre vue de la villa Chaptal.

## Maison dite «Villa mauresque»

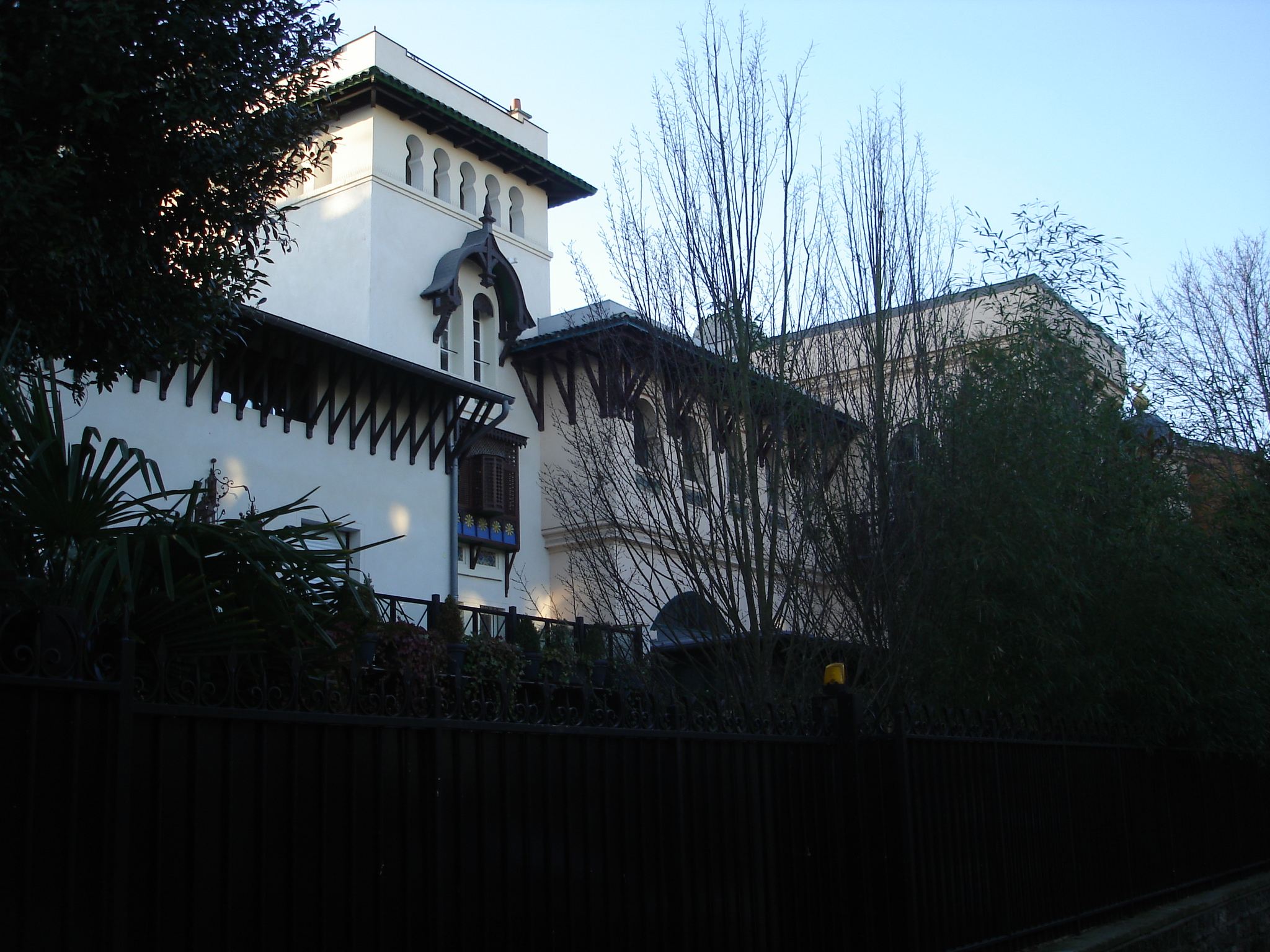
La villa mauresque.

Aux 11bis, 13 et 13bis de la villa Chaptal, la villa mauresque est un des édifices les plus remarquables et originaux de Levallois-Perret. Elle est construite en 1892 pour le peintre Albert-Frédéric-Alexandre Mittenhoff, qui la revend la même année à Pedro Gailhard (1848-1918), ténor et directeur de l'Opéra de Paris de 1884 à 1891 et de 1893 à 1907, avec une partie de son aménagement du rez-de-chaussée. Gailhard la fait rehausser d'un étage en y installant l'escalier dans une tourelle extérieure. L'aménagement intérieur provient en grande partie du pavillon espagnol de l'Exposition universelle de Paris de 1889.
La villa mauresque appartient depuis 1935 à ce qui deviendra la Caisse nationale de l'assurance vieillesse des travailleurs salariés, qui la loue à des particuliers.
Le style du bâtiment est inspiré de l'art mauresque et de l'Art nouveau. Les murs sont ajourés de baies en arcs outrepassés, avec décor en céramique à prédominance polychromique verte et bleue en façade. De nombreux auvents et des logettes à moucharabiehs renforcent le caractère orientaliste.
La tour est terminée par un dôme, surmonté d'un croissant islamique en or.
Ce bâtiment est partiellement classé à l'inventaire des monuments historiques depuis le 5 juillet 1993,.